# Marc-Antoine Larche
 (juillet 2025).
La mise en forme du texte ne suit pas les recommandations de Wikipédia : il faut le « wikifier ».
Les points d'amélioration suivants sont les cas les plus fréquents. Le détail des points à revoir est peut-être précisé sur la page de discussion.
- Les titres sont pré-formatés par le logiciel. Ils ne sont ni en capitales, ni en gras.
- Le texte ne doit pas être écrit en capitales (les noms de famille non plus), ni en gras, ni en italique, ni en « petit »…
- Le gras n'est utilisé que pour surligner le titre de l'article dans l'introduction, une seule fois.
- L'italique est rarement utilisé : mots en langue étrangère, titres d'œuvres, noms de bateaux, etc.
- Les citations ne sont pas en italique mais en corps de texte normal. Elles sont entourées par des guillemets français : « et ».
- Les listes à puces sont à éviter, des paragraphes rédigés étant largement préférés. Les tableaux sont à réserver à la présentation de données structurées (résultats, etc.).
- Les appels de note de bas de page (petits chiffres en exposant, introduits par l'outil «  Source ») sont à placer entre la fin de phrase et le point final[comme ça].
- Les liens internes (vers d'autres articles de Wikipédia) sont à choisir avec parcimonie. Créez des liens vers des articles approfondissant le sujet. Les termes génériques sans rapport avec le sujet sont à éviter, ainsi que les répétitions de liens vers un même terme.
- Les liens externes sont à placer uniquement dans une section « Liens externes », à la fin de l'article. Ces liens sont à choisir avec parcimonie suivant les règles définies. Si un lien sert de source à l'article, son insertion dans le texte est à faire par les notes de bas de page.
- La présentation des références doit suivre les conventions bibliographiques. Il est recommandé d'utiliser les modèles {{Ouvrage}}, {{Chapitre}}, {{Article}}, {{Lien web}} et/ou {{Bibliographie}}. Le mode d'édition visuel peut mettre en forme automatiquement les références.
- Insérer une infobox (cadre d'informations à droite) n'est pas obligatoire pour parachever la mise en page.

Pour une aide détaillée, merci de consulter Aide:Wikification.
Si vous pensez que ces points ont été résolus, vous pouvez retirer ce bandeau et améliorer la mise en forme d'un autre article.
Pour les articles homonymes, voir Larche.
Marc-Antoine Larche est un auteur-compositeur-interprète et comédien canadien originaire de Val-d'Or, au Québec. Son projet musical est aussi connu sous le nom LARCHE.

## Biographie
Il commence sa carrière professionnelle en 2005 en se joignant à la distribution de The Fairy Queen de Olivier Cadiot dans une mise en scène de Ludovic Lagarde, présenté au Théâtre Espace Go . À titre d’auteur-compositeur-interprète il participe au FRIMAT et en sort le grand gagnant de la vitrine lors de la toute première édition en 2005. En 2008, il est de la distribution de TOUTEFEMME de Péter Kárpáti mis en scène par Martine Beaulne,.
En 2009, Marc-Antoine Larche présente son premier EP, L'amour fait M.A.L. et est finaliste du Festival de la chanson de St-Ambroise, dans la catégorie Auteur-compositeur-interprète. En 2010, Marc-Antoine Larche se retrouve en finale du concours Ma première Place des arts aux côtés de Klô Pelgag et Thierry Bruyère. La même année, l’artiste tient le rôle du «Petit Homme» dans la production de Didier Morissonneau du spectacle musical créé par Michel Fugain, le Big Bazar pour les Francofolies de Montréal, suivi d’une tournée dans toute la province de Québec,.
En 2012, il co-signe deux chansons avec Catherine Lalonde pour l'album Histoires de filles et de garçons de la chanteuse Sophie Vaillancourt, Ma coïncidence et la chanson-titre.
En février 2014, sort Les petits effondrements, réalisé par Navet confit avec des collaborations de Émilie Proulx, Catherine Lalonde, Sophie Vaillancourt, Jipé Dalpé. La sortie coïncide avec sa participation au concours les Francouvertes. Lors de l’été 2014, Larche partage la scène avec Louis-Jean Cormier, gagnant de la première édition du FRIMAT, pour le souligner le 10e anniversaire du festival. À la suite de cela, il entreprend une résidence de création au Quai des Brumes avec Thierry Bruyère et Jocelyn Pelichet et participe à la création de la pièce Javotte de Simon Boulerice, mis en scène par Jean-Guy Legault à la Salle Fred-Barry du Théâtre Denise-Pelletier, pour cette participation à la création il reçoit le Prix Bobby-Landry pour sa vision artistique originale.
Le 2 mars 2018, Marc-Antoine sort le EP La tête sur ton épaule. À l’automne, il participe au Festival de musique émergente et en décembre de la même année, il participe à une tournée de l’Abitibi-Témiscamingue afin d’assurer la première partie pour Philippe Brach. L'année suivante, il sort un single Le matelas.
En 2019, Larche lance le EP Quand je serai grand, je serai heureux réalisé par Navet Confit et entouré de Jipé Dalpé aux cuivres, la violoncelliste Marianne Houle, Valérie Dumas, Amélie Fortin, François Fortin et Sola Nkani aux chœurs. À la guitare Jocelyn Pelichet, qui l’accompagne aussi sur scène.
Le 28 septembre 2020, l’artiste présente le single intitulé Tic Tac, co-écrit avec Michèle O. et réalisé par Vincent Blain. La chanson est depuis en rotation sur SiriusXM Chansons et dans le palmarès de Stingray En Marge.

## Prix et distinction
- Prix du jury et du public FRIMAT 2005[2]
- Bourse de création du Cirque du Soleil 2010
- Finale Festival de la chanson de St-Ambroise 2009
- Finale Ma première Place des arts 2010[7]
- Prix Bobby-Landry de la Société Richard III 2015[15]
- Les chansons La marche et Ma coïncidence aux palmarès Chansons et Franco Country de Ici Radio-Canada Sirius XM 2018